# Jean-Fidèle Diramba
Jean-Fidèle Diramba, né le 15 juin 1952 et mort le 5 janvier 2022, est un ancien arbitre de football gabonais. Il est connu pour le match qualificatif pour la Coupe du monde 1994, entre le Maroc et la Zambie, qui se joue à Rabat en 1993, à l'occasion duquel il aurait pris des décisions inadaptées et en défaveur de la Zambie, favorisant la qualification du Maroc.

## Carrière
Il a officié dans des compétitions majeures : 
- Coupe du monde de football des moins de 20 ans 1987 (1 match)
- JO 1988 (1 match)
- CAN 1990 (finale)
- Coupe du monde de football des moins de 17 ans 1993 (2 matchs)

Il est considéré comme un des meilleurs arbitres du Gabon et demeure connu dans toute l'Afrique.